# The Haitian Project
The Haitian Project, Inc. es una organización católica sin fines de lucro con sede en Providence, Rhode Island, dedicada a la educación en Haití. Desde 1987, ha operado Louverture Cleary School, una escuela secundaria católica en Croix des Bouquets, Haití. En junio de 2021, la construcción comenzó oficialmente en el Campus Modelo (Escuela Louverture Cleary 2), la segunda escuela de The Haitian Project que se replicará en todo Haití para crear la Red de Escuelas Louverture Cleary de diez escuelas.

## Misión
The Haitian Project, a través de su apoyo a Louverture Cleary Schools, una red nacional de internados secundarios mixtos, católicos y gratuitos en Haití, brinda educación a estudiantes con talento académico provenientes de familias haitianas que no pueden costear la educación de sus hijos, para maximizar su potencial.

## Historia
The Haitian Project fue fundado a principios de la década de 1980 por un grupo de feligreses de la parroquia de St. Joseph en Providence, Rhode Island. En 1987, The Haitian Project estableció Louverture Cleary School, un internado católico en Croix des Bouquets, Haití. El feligrés de St. Joseph y actual director ejecutivo de Bank of America, Brian Moynihan, fue uno de los primeros partidarios de la escuela y su participación inspiró a su hermano menor, Patrick Moynihan, a ir a Haití y unirse a The Haitian Project en 1996. A fines de la década de 1990, The Haitian Project se convirtió en un proyecto nacional apoyado por individuos y parroquias en cinco regiones de los EE. UU. Patrick, anteriormente comerciante de materias primas de Louis Dreyfus Commodities, fue presidente desde 1996 hasta que dimitió el 31 de diciembre de 2019.

## Actividades actuales
Más de 350 estudiantes de secundaria asisten al internado principal gratuito, Louverture Cleary School Santo 5, en Puerto Príncipe, y la mayoría asiste a universidades en Haití al graduarse. El lema de la escuela es bíblico, de Mateo 10: 8: «Lo que recibes gratis, debes darlo gratis». En consecuencia, se espera que los estudiantes den gratuitamente a Haití lo que han recibido de forma gratuita.
Sobre la base de sus 30 años de historia, The Haitian Project, Inc. se ha embarcado en un plan para crear The Louverture Cleary Schools Network, un sistema nacional de 10 internados secundarios católicos de primer nivel, gratuitos y combinados con una universidad sólida así como un programa de becas.
Bishop Ireton High School en Alexandria, Virginia es la escuela hermana de Louverture Cleary School.